# Macrocoma palmaensis
Macrocoma palmaensis là một loài bọ cánh cứng trong họ Chrysomelidae. Loài này được Palm miêu tả khoa học năm 1977.